# IX edició dels Premis Ariel
La IX edició dels Premis Ariel, organitzada per l'Acadèmia Mexicana d'Arts i Ciències Cinematogràfiques (AMACC), es va celebrar el 1954 per celebrar el millor del cinema durant l’any anterior

## Premis i nominacions[1]
Nota: Els guanyadors estan llistats primer i destacats en negreta.⭐
| Millor pel·lícula - El niño y la niebla – Cinematográfica Grovas ⭐ - Las tres perfectas casadas – Cinematográfica Filmex S.A - Un divorcio- Argel Films             | Millor direcció - Roberto Gavaldón -El niño y la niebla⭐ - Ismael Rodríguez Ruelas – Pepe el Toro - Emilio Gómez Muriel – Un divorcio                                                          |
| Millor actor - Arturo de Córdova – Las tres perfectas casadas ⭐ - Julio Villarreal – Eugenia Grandet - Pedro Infante – Pepe el Toro                                 | Millor actriu - Dolores del Río – El niño y la niebla ⭐ - Laura Hidalgo – Las tres perfectas casadas - Marga López – Un divorcio                                                               |
| Millor coactuació masculina - José Elías Moreno – Las tres perfectas casadas ⭐ - Andrés Soler - El bruto - José María Linares Riva – Las tres perfectas casadas     | Millor coactuació femenina - Katy Jurado – El bruto ⭐ - Miroslava – Las tres perfectas casadas - Amanda de Llano – Reportaje                                                                   |
| Millor actor de repartiment - Guillermo Álvarez Bianchi – Cuarto de hotel ⭐ - Pedro de Aguillón – La isla de las mujeres - Rafael Llamas – ¡Ay, pena, penita, pena! | Millor actriu de repartiment - Prudencia Grifell – La sexta carrera ⭐ - Hortensia Santoveña – Eugenia Grandet - Rosa de Castilla – Tal para cual                                               |
| Millor argument original - No atorgat ⭐ | Millor guió adaptat - Edmundo Baez/Roberto Gavaldón – El niño y la niebla⭐ - Roberto Gavaldón, Mauricio Magdaleno, José Revueltas – Las tres perfectas casadas - Julio Alejandro – Un divorcio |
| Millor fotografia - Gabriel Figueroa – El niño y la niebla ⭐ - Agustín Jiménez – El bruto - Alex Phillips – La red                                                  | Millor edició - Gloria Schoemann – El niño y la niebla ⭐ - Carlos Savage – Mis tres viudas alegres - Fernando Martínez Álvarez – Pepe el Toro                                                  |
| Millor escenografia - Manuel Fontanals – El niño y la niebla ⭐ | Millor música de fons - Gonzalo Curiel– Eugenia Grandet ⭐ - Antonio Díaz Conde – Las tres perfectas casadas - Raúl Lavista – El niño y la niebla                                               |
| Millor so - Rodolfo Benítez – Las tres perfectas casadas ⭐ - José B. Carles - Reportaje - Javier Mateos – ¡Ay, pena, penita, pena!                                  | Millor actuació infantil - Alejandro Ciangherotti – El niño y la niebla ⭐ - Elisa Quintanilla – Un divorcio - Titina Romay – Huracán Ramírez                                                   |
| Millor actuació juvenil - Raúl Farell – un divorcio ⭐ - Freddy Fernández – Pepe el Toro - Alfonso Mejía – Padre nuestro                                             | Millor regravació - * Jesús González Gancy – ¡Ay, pena, penita, pena! ⭐ |

## Premis i nominacions múltiples
| Pel·lícula                 | Nominacions | Premis |
| -------------------------- | ----------- | ------ |
| El niño y la niebla        | 1           | 8      |
| Las tres perfectas casadas | 6           | 3      |
| Un divorcio                | 5           | 1      |
| Pepe el Toro               | 4           | 0      |
| Eugenia Grandet            | 2           | 1      |
| El bruto                   | 2           | 1      |
| Reportaje                  | 2           | 0      |
| La isla de las mujeres     | 1           | 0      |
| Cuarto de hotel            | 0           | 1      |
| La sexta carrera           | 1           | 0      |
| ¡Ay, pena, penita, pena!   | 2           | 1      |
| Tal para cual              | 2           | 0      |
| La red                     | 1           | 0      |
| Mis tres viudas alegres    | 1           | 0      |
| Huracán Ramírez            | 1           | 0      |
| Padre nuestro              | 1           | 0      |